# Eberhard Nellmann
Eberhard Nellmann (* 16. Juni 1930 in Tübingen; † 16. Mai 2009) war ein deutscher Germanist.

## Leben
Nach der Promotion zum Dr. phil. in Freiburg im Breisgau 1958 und Habilitation an der Universität Bonn 1971 wurde er 1972 außerplanmäßiger Professor in Bonn und ordentlicher Professor an der Ruhr-Universität Bochum 1979.

## Schriften (Auswahl)
- Die Reichsidee in deutschen Dichtungen der Salier- und frühen Stauferzeit. Annolied, Kaiserchronik, Rolandslied, Eraclius. Berlin 1963, OCLC 1181436400.
- Wolframs Erzähltechnik. Untersuchungen zur Funktion des Erzählers. Wiesbaden 1973, OCLC 74466487.
- Quellenverzeichnis zu den mittelhochdeutschen Wörterbüchern. Ein kommentiertes Register zum „Benecke/Müller/Zarncke“ und zum „Lexer“. Stuttgart 1997, ISBN 3-7776-0791-6.